# エア・インディア182便爆破事件
エア・インディア182便爆破事件（エア・インディア182びんばくはじけん）は、1985年6月23日にエア・インディアのジャンボ機が北大西洋上で墜落した事件である。当時インド政府と対立していたシーク教過激派が同機に搭載された手荷物の中に仕掛けた爆弾が爆発したことによるものだった。また、事件の1時間前には日本の新東京国際空港（成田国際空港）でもエア・インディア機を標的とした爆発物が爆発し、空港の作業員を死傷させる事件が発生していた（成田空港手荷物爆発事件）。
このテロ事件における犠牲者は329名にものぼり、これは2001年にアメリカ同時多発テロ事件によって記録が更新されるまで、テロ事件の犠牲者数としては最多だった。
この事件の刑事裁判はカナダで行われたが、起訴された被告人のひとりの無罪が最終的に確定したのが2005年であり、また捜査と裁判にかかった費用が1億3000万カナダドル（およそ約110億円）にもおよんだため論争になった。

## 乗員乗客
- 乗員22名
  - 機長：56歳・男性
  - 副操縦士：41歳・男性（機長資格も持っていたが今回のフライトでは副操縦士であった。）
  - 航空機関士：57歳・男性

- 乗客307名

乗客のほとんどはインドにいる家族や友人に会いに行くところであった。乗客の中には82名の子供が含まれており、280名はカナダ国籍であった。

## 事件の概要

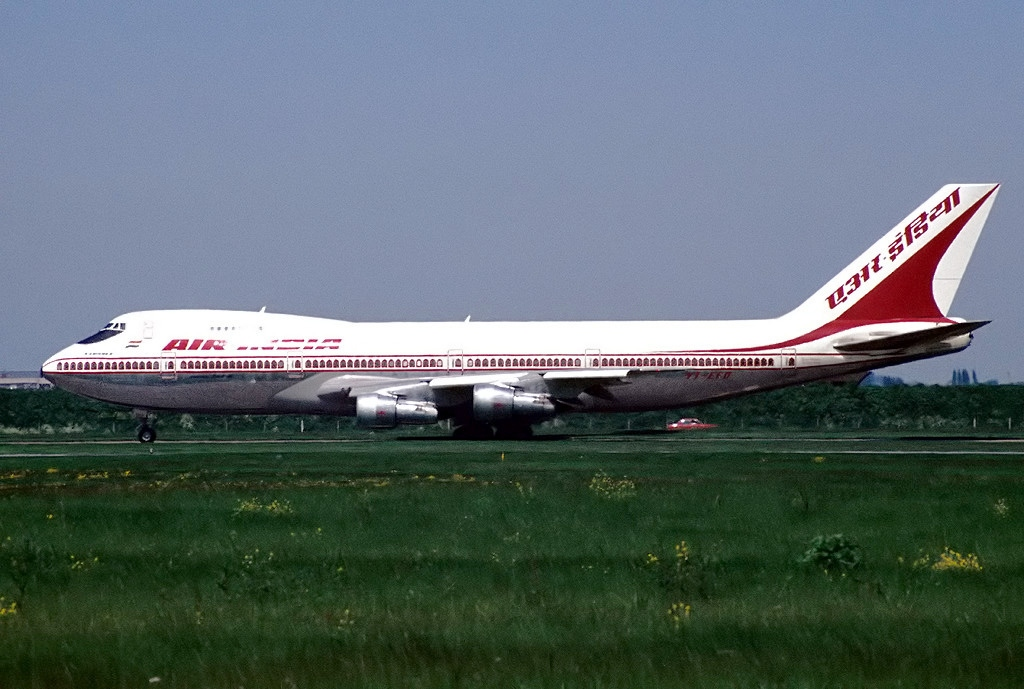
事故機

カナダのトロントを協定世界時1985年6月23日午前0時15分離陸したエア・インディア181便は、ボーイング747-237Bで運航されており、機体記号はVT-EFO "Emperor Kanishka（クシャーナ朝の第4代君主・カニシカ1世から命名）" （1978年製造）であった。
この機体は、トロントからモントリオールのミラベル国際空港までは181便として運航されており、そこから便名を182便に変更し、ロンドンのヒースロー空港などを経由して、最終的にはインドのボンベイ（現在のムンバイ）まで飛行する飛行計画であった。しかし、修理のためにインドまで搬送されるエンジンを、特殊搭載貨物の「不作動の第5エンジン」(5th Pod) として胴体と左翼第2エンジンの間に吊り下げる作業がモントリオールで行われ、予定よりも1時間40分遅れていた。
好天の日曜日の朝を、ロンドン・ヒースロー空港に向かい飛行していたエア・インディア182便であったが、協定世界時1985年6月23日午前7時15分に、アイルランドのシャノン管制のレーダーから消失した。ちなみに、この時のレーダー画面上では、他にカナダ太平洋航空282便とトランス・ワールド航空770便が同じ進路を辿って飛行しており、管制官の証言によれば、この3機のシグナルが混ざったタイミングで182便が消えたという。そして、182便がレーダーから消えて2時間後、182便の飛行コース付近の海上を航行中の貨物船が航空機の残骸を発見した。182便の機体はアイルランドのコーク沖290 kmの深さ2,000 mの北大西洋に墜落しており、乗員乗客329名全員が犠牲になった。
機体の残骸は広範囲に広がって水没していたため、主要な残骸はほとんど回収されず、犠牲者の遺体も131名しか収容できなかった。海底捜索を行い事故機のブラックボックス回収に成功し解析するものの、フライトデータレコーダー (FDR) は通常の飛行と変わらない飛行記録がされている中途切れ、コックピットボイスレコーダー (CVR) も操縦士たちの会話がされている中突然途切れており、ブラックボックスから事故原因は解明できなかった。
しかし、犠牲者の遺体に急減圧に伴う損傷や、空中で機体から放り出されたと見られる打撲傷があること、また機体内側から何らかが爆発した痕跡のある残骸が発見されたこと、そして海底に沈んだ残骸の分布を作成したことで、機体は飛行中に爆発・空中分解し、海面に叩きつけられた時には既にバラバラになっていたことが判明した。ブラックボックスは爆発と同時に電源が断たれた為、以後の記録が断絶したとみられる。
爆発時にエア・インディア182便は高度31,000フィート（約9,500 m）を対気速度約550 km/hで飛行していたが、貨物室で爆発したために急減圧が発生し、それに伴い機体が空中分解したものであったと断定された。

## 事件の真相
この事件は当初から航空テロが疑われていた。エア・インディア182便が墜落するおよそ1時間前、協定世界時6月23日午前6時20分（日本時間午後3時20分）ごろ、新東京国際空港でカナダ太平洋航空3便からエア・インディア301便に積み替えようとした手荷物が爆発し、従業員2名が死亡し4名が重傷を負う「成田空港手荷物爆発事件」が発生していた。そのため、いずれもエア・インディア機が標的になったと断定された。
この2つの爆弾は、4日前にバンクーバーで航空券を現金で購入し手荷物を預けておきながら実際には搭乗しなかった同名の乗客の手荷物に含まれていたことが判明した。
この乗客は、最終的にインドに向かうバンクーバー発のカナダ太平洋航空3便（バンクーバー - 東京）からエア・インディア301便（東京 - バンコク）に乗り継ぐ便と、カナダ太平洋航空60便（バンクーバー - トロント）からエア・インディア181便（トロント - モントリオール）及び182便（モントリオール - ロンドン）に乗り継ぐ便に予約を入れていた。そのため、犯人は明らかに2機のエア・インディア機を爆破するつもりであった。
飛行計画通りであったならば、爆発はヒースロー空港で起こっていた可能性があり、その時は事件は別の経過をたどっていたといえる。
空港側は、そもそも搭乗していない乗客の荷物を、旅客機に搭載するという規律違反を犯した。また、トロント空港のX線検査機が故障しており、手動検査機を使っていたが、操作および機能に欠陥があったため爆弾を見過ごしてしまい、実際に旅客機に搭載するミスをしていた。こうした不手際が、惨事を水際で防げなかった一因として挙げられる。
また、前述のように同じ進路をトランス・ワールド航空機とカナダ太平洋航空機が飛行しており、182便が爆発した時は、ちょうど3機のシグナルがレーダー画面上で重なっていた。182便はこれら3機の中で最も低い高度にいたが、もし182便が一番高い高度を飛んでいた場合、他の2機をも巻き添えにして墜落した可能性もあった。そして、仮にそのような事態に陥っていたとすれば、1977年に発生したテネリフェ空港ジャンボ機衝突事故を遥かに上回る航空史上最悪の大惨事に発展していたことになる。

## 犯行の動機
1980年代、インド国内ではシーク教徒とヒンドゥー教徒との対立が激化しており、1984年にはインド政府軍がシーク教徒の聖地を襲撃する「黄金寺院事件」が発生した。その報復として、シーク教徒の過激派は当時のインド首相インディラ・ガンディーを暗殺したほか、この航空テロを引き起こしたものであった。

## その後の経過
被疑者はカナダ・バンクーバー在住のカナダ国籍を持つシーク教徒であった。事件のうち成田空港における爆弾事件については、1992年に10年の刑が宣告された。一方182便事件では、1992年10月に被疑者2名はインド・ボンベイで警察との銃撃戦で死亡し、この事件を指揮したと見られる男が逮捕された。
カナダにおける裁判では、この事件に関与した容疑で2名が2000年に逮捕されたが、2005年3月に証拠不十分で無罪の評決が出された。そのため、現在でも事件は充分に解明されてはいない。
逮捕された2人の内の1人だったリプダマン・シン・マリク元被告は、2022年7月14日にカナダ・ブリティッシュコロンビア州で何者かによって射殺された。

## 映像化
- メーデー!:航空機事故の真実と真相 第5シーズン第7話「持ち込まれた小型爆弾」